# Georg af Brandenburg-Ansbach
Georg af Brandenburg-Ansbach (tysk: Georg der Fromme) (født 4. marts 1484, død 27. december 1543) var markgreve af Brandenburg-Ansbach fra Hohenzollern-slægten.

## Barndom og ungdom
Georg blev født i Ansbach som den tredje søn af Frederik den Ældre og Sofia af Polen, datter af Kasimir 4. af Polen og Elisabeth af Østrig. Gennem sin mor var han i familie med hoffet i Buda. Han kom i tjeneste hos sin onkel kong Vladislav 2. af Bøhmen og boede ved hans hof fra 1506. Kongen tog sig af ham som en adoptivsøn og overlod ham i 1515 hertugdømmet Opole og gjorde ham i 1516 til medlem af formynderregeringen i Ungarn samt formynder for sin søn Ludvig 2. af Ungarn. I 1521 lavede han en aftale med Petar Keglević og trak sig ud af Ungarn og Kroatien. Denne aftale, som Ludvig 2. godkendte i 1526, blev dog ikke godkendt af den tysk-romerske kejser Ferdinand før 1559.

## Territorier og indflydelse
Ved det ungarske hof var der to grupper, der kæmpede om magten: Det ungarske parti anført af Johan Zápolya og det tyske parti under ledelse af Georg af Brandenburg, hvis position blev styrket af erhvervelsen af hertugdømmerne Racibórz og Opole via arveaftaler med disses respektive hertuger, samt territorierne Bohumín, Bytom og Tarnowskie Góry (tysk: Oderberg, Beuthen og Tarnowitz) som pant fra kongen af Bøhmen, som ikke kunne betale sin gæld.
Ved yderligere at tilegne sig hertugdømmet Krnov (Jägerndorf) kom Georg til at besidde hele Øvre Schlesien. Som ejer og panthaver af disse områder beredte han vejen for indførelse af den protestantiske reformation her såvel som i sit hjemlands Franken. Tidligere end nogen anden tysk prins eller andet medlem af Hohenzollern-slægten inklusive endda hans yngre bror Albert af Preussen, stormester for den Tyske Orden, vendte Georg blikket mod den nye tro, der udsprang fra Wittenberg.

## Omvendelse
De første reformerte skrifter indledte processen med at vinde ham over til den evangeliske sag. Martin Luthers kraftfulde troserklæring ved rigsdagen i Worms i 1521 gjorde et uudsletteligt indtryk på Georg, og de kraftfulde prædikener fra de evangeliske prædikanter fra prædikestolene i Nürnberg under rigsdagen i 1522 uddybede dette indtryk. Studierne af Luthers oversættelse af det Nye Testamente, som udkom i 1522, formede hans tro som en personlig overbevisning. Endvidere kom han til at skrive sammen med Luther, hvor de diskuterede de vigtigste trosspørgsmål, og i 1524 mødtes han med Luther i forbindelse med forhandlinger om hans bror Alberts plan om sekularisering af den Tyske Ordensstat til det verdslige hertugdømme Preussen.
Efter Ludvigs tiltrædelse som konge af Ungarn fik Georg støtte i sin reformplan af dronning Maria af Østrig, søster til Karl 5. og Ferdinand 1., som begge var positivt indstillet over for den nye doktrin. Som rådgiver for den unge konge anbefalede Georg stærkt den nye evangeliske sag trods indflydelse og intriger fra hans gejstlige modstandere og havde held til at modstå deres voldelige tiltag. Hans forbindelser til Frederik 2. af hertugdømmerne Legnica, Brzeg og Wołów samt Karl 1. af Münsterberg-Oels, der begge havde gennemført reformationen i deres lande, bidrog ikke så lidt til udbredelsen af evangeliet på hans eget territorium. Men det var først og fremmest hans personlige indflydelse, energi og personlige mod, der gjorde plads til den nye doktrin og grundlagde et nyt evangelisk og kirkeligt liv. Han gjorde sig anstrengelser for at sikre tilgangen af prædikanter af den nye tro fra Ungarn, Schlesien og Franken og forsøgte at få indført den ritualbog fra Brandenburg-Nürnberg, der allerede var accepteret og brugt i dele af Franken.

## Reformationen i Franken
I sine arvelande Brandenburg-Ansbach i Franken, hvor han sammen med sin storebror Kasimir af Brandenburg-Kulmbach havde overtaget herredømmet fra deres far, stødte han på større vanskeligheder, selv om den folkelige stemning pegede i retning af Reformationen. Som følge af sit ægteskab med en bayersk prinsesse og sin militære position i den kejserlige tjeneste holdt Kasimir i højere grad fast i den gamle kirke og strittede imod forandringsanstrengelserne. Men presset fra stænderne i landet tvang ham snart til at tillade forkyndelse efter Luthers doktrin, selv om han sikrede fastholdelsen af de gamle kirkelige ceremonier, også de, der gik imod den nye tro.
Georg protesterede mod sådanne halve løsninger og viste sin utilfredshed mod de halvhjertede beslutninger ved statsforsamlingen i oktober 1526. Men det var først, da han bror døde, og Georg stod som enehersker, at han kunne gennemtrumfe sin vilje og udbrede Reformationen i hele Franken. Til dette blev han støttet af nogle af rådsmedlemmerne, så der kunne vedtages nye resolutioner ved statsforsamlingen i Brandenburg-Ansbach i 1528. I samme periode fortsatte Georg sin korrespondance med Luther og Philipp Melanchthon med diskussioner af spørgsmål, som hvordan man fik evangeliseret klostrene, anvendelse af klostrenes besiddelser til evangeliske formål og især etableringen af underskoler for folket og højere skoler for begavede unge mænd til uddannelse til kirkelige og offentlige poster. Han forsøgte via brevvekslingen med Luther og andre reformatorer som Urbanus Rhegius at tiltrække dygtige prædikanter og andre folk med sans for at organisere den evangeliske kirke. Hånd i hånd med rådet i Nürnberg arbejdede han for at institutionalisere et kirkeligt ritual baseret på en model fra kurfyrstendømmet Sachsen, hvorfra stammede den ritualbog, der efter talrige revideringer og tilføjelser var blevet skabt i Brandenburg-Nürnberg i 1533. Efter dens indførelse i Nürnberg og Georgs områder i Franken blev ritualbogen også indført i hans besiddelser i Øvre Schlesien.

## Indflydelse uden for egne områder
Georgs indflydelse viste sig også i den tyske reformations overordnede fremgang. Da en forening af lavkirkemændene i øvre og nedre Tyskland blev overvejet som et middel til bedre at kunne stå imod de katolske repressalier, mødtes Georg med kurfyrste Johan af Sachsen i Schleitz i 1529, hvor de enedes om visse artikler om tro og bekendelse, som blev affattet af Luther; arbejdet udmøntede sig i de sytten artikler fra Schwabach baseret på de femten teser fra religionssamtalerne i Marburg.
Hverken i Schwabach-konventionen eller i Schmalkalden-konventionen støttede Georg væbnet modstand mod kejseren og hans tilhængere, ikke engang i selvforsvar. Han opponerede energisk mod kejseren ved rigsdagen i Augsburg i 1530, hvor kejseren krævede forbud mod evangelisk forkyndelse. Ferdinand gav Georg de mest lokkende tilbud om schlesiske besiddelser, hvis han ville støtte kejseren, men Georg afslog på det mest bestemte. Ved siden af kurfyrsten af Sachsen fremtræder Georg som den fremmeste blandt prinserne, der forsvarede den reformerte tro. Efter at hans fætter Joakim 1. af Brandenburg, der var en stærk katolik, var død, hjalp Georg Joakims sønner med at introducere Reformationen i kurfyrstendømmet Brandenburg. Han deltog i diskussionerne under rigsdagen i Regensburg i 1541, hvor kurfyrste Joakim 2. af Brandenburg søgte en sidste gang at slå bro over forskellene mellem de romerske katolikker og evangelisterne. Det blev Georgs sidste deltagelse i et møde om religion.

## Familie og børn
Georg var gift tre gange. Første gang var med Beatrice de Frangepan (1480 – ca. 1510); ægteskabet var barnløst.
Hans anden hustru var Hedvig af Münsterberg (1508 – 1531), datter af Karl 1. af Münsterberg; med hende fik Georg to døtre: Anna Maria (1526 – 1589) og Sabine (1529 – 1575).
Georgs tredje hustru var Emilie af Sachsen (1516 – 1591), datter af Henrik 4. af Sachsen. Med hende fik Georg tre døtre: Sofie (1535 – 1587), Barbara (1536 – 1591) og Dorothea Katharina (1538 – 1604) samt sønnen Georg Frederik (1539 – 1603), der arvede titlen som markgreve for Brandenburg-Ansbach efter sin far.